# Joannes Matheus Hubertus Smeets
Joannes Matheus Hubertus (Jean) Smeets (Valkenburg (Limburg), 24 februari 1818-Maastricht, 5 augustus 1902) was een Nederlands organist.
Hij was zoon van organist en koster Joannes Wilhelm Smeets en Joanna Barbara Quaedvlieg. Hijzelf was getrouwd met Agatha Antonia Joanna Dagnelie.
Hij kreeg zijn opleiding aan het Luiks Conservatorium. Volgens het Algemeen Handelsblad was César Franck een van zijn docenten in Luik. Hij werd muziekonderwijzer in Maastricht en was tussen 1865 en 1901 organist van de Sint-Servaasbasiliek en aan het eind van de 19e eeuw ook van de Onze-Lieve-Vrouwebasiliek, alwaar hij ook in de parochie aan het Onze Lieve Vrouweplein woonde. Hij werkte daarin jarenlang met koordirigent Theophile Bartholomeus. Hij moest vanwege gezondheidsredenen dan wel ouderdom verstek laten gaan. Na enig geharrewar met amateurorganisten werd in januari 1902 in de Onze-Lieve-Vrouwebasiliek weer een beroepsorganist aangesteld in de persoon van Henri Hermans.
De Limburger Koerier noemde hem "nestor der Maastrichtsche musici".